# 湔氐镇
湔氐镇，是中华人民共和国四川省德阳市什邡市下辖的一个乡镇级行政单位。

## 行政区划
湔氐镇下辖以下地区：
隆兴社区、新街社区、龙居寺村、龙泉村、永安村、瓦店村、双流村、桐林村、白虎头村、五一村、下院村、先锋村、天宫村、中和村和太乐村。